# Charles Munchen
François-Charles Munchen, andere Schreibweise Carl München, (* 4. September 1813 in Echternach; † 4. Januar 1882 ebenda) war ein luxemburgischer Rechtsanwalt und Politiker.

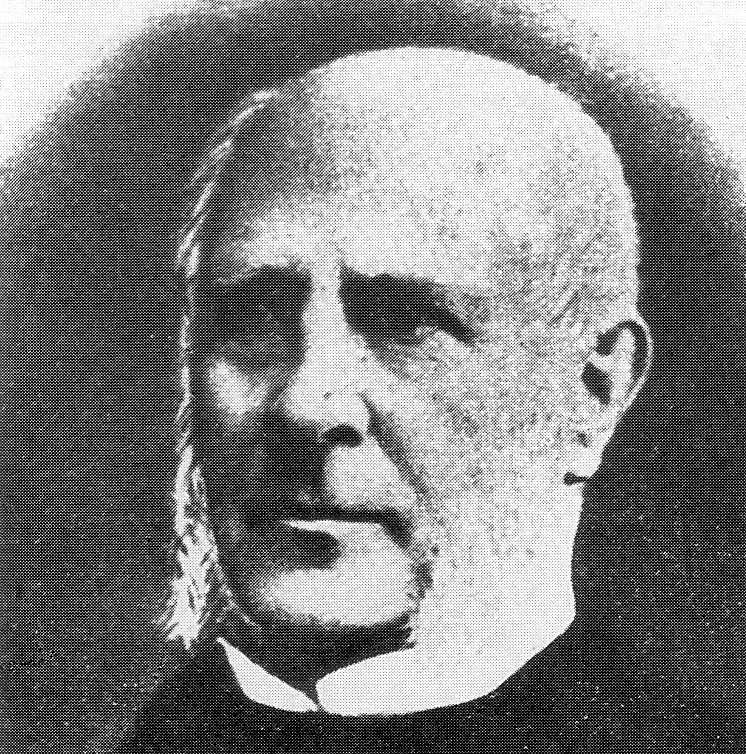
Charles Munchen (1848)

## Leben
Munchen studierte Rechtswissenschaft an den Universitäten Lüttich, Heidelberg und Berlin. In dieser Zeit wurde er 1834 Mitglied des Corps Hanseatia Heidelberg.
Nach dem Abschluss des Studiums wurde er Rechtsanwalt in Luxemburg. Ab 1839 war er Freimaurer in der Luxemburger Loge Les Enfans de la Concorde Fortifiée 1848/49 war er für den Wahlkreis Luxemburg-Limburg Mitglied der Frankfurter Nationalversammlung, wo er der nationalliberalen Casino-Fraktion angehörte. Von 1868 bis 1881 war er Mitglied im luxemburgischen Staatsrat. 
Er kämpfte für vier große Ideale und ihre Zusammenführung: die Verteidigung des Rechts, das Recht des Bürgers bei Gericht, das Recht des Staates im Staatsrat und das Recht der Menschlichkeit in den Logen der Freimaurer.